# Río Limay

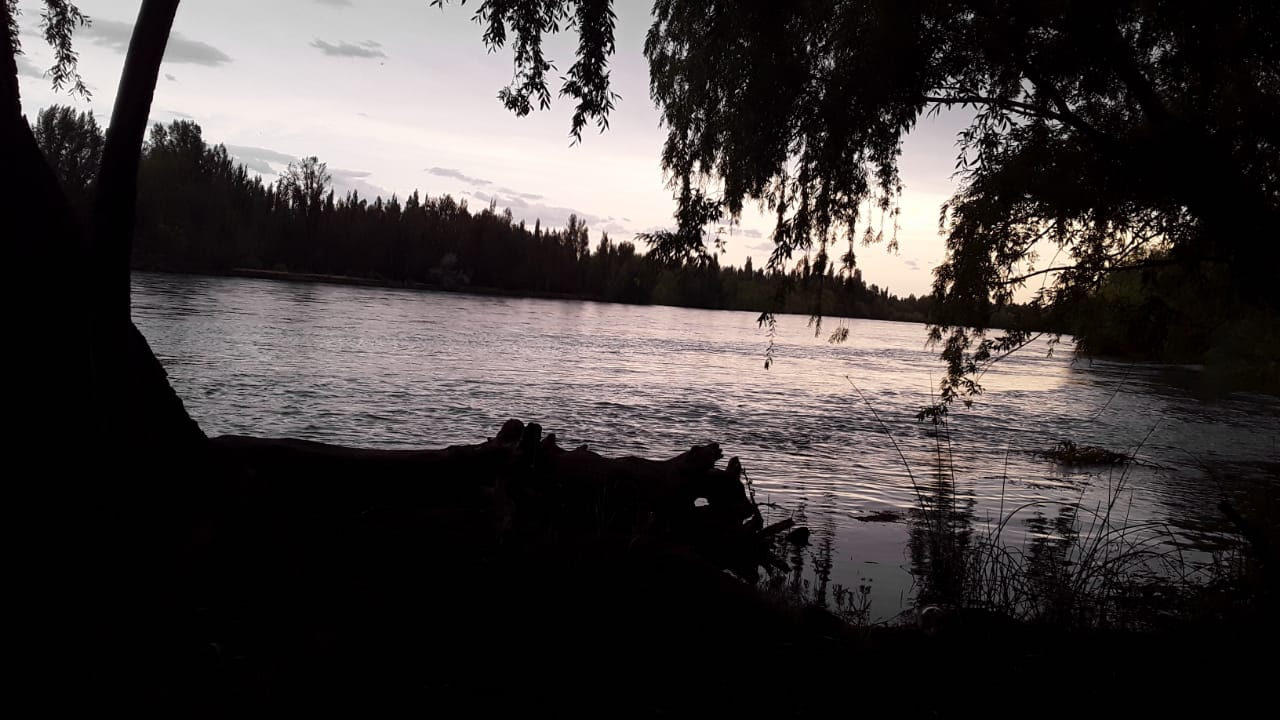
Río Limay

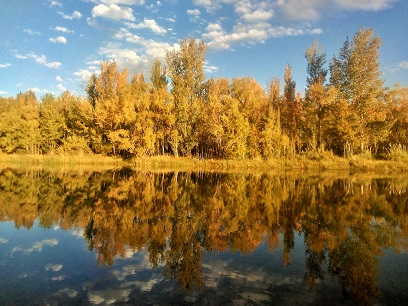
Río Limay. Tramo Balneario Sandra Canale. Ciudad de Neuquén.

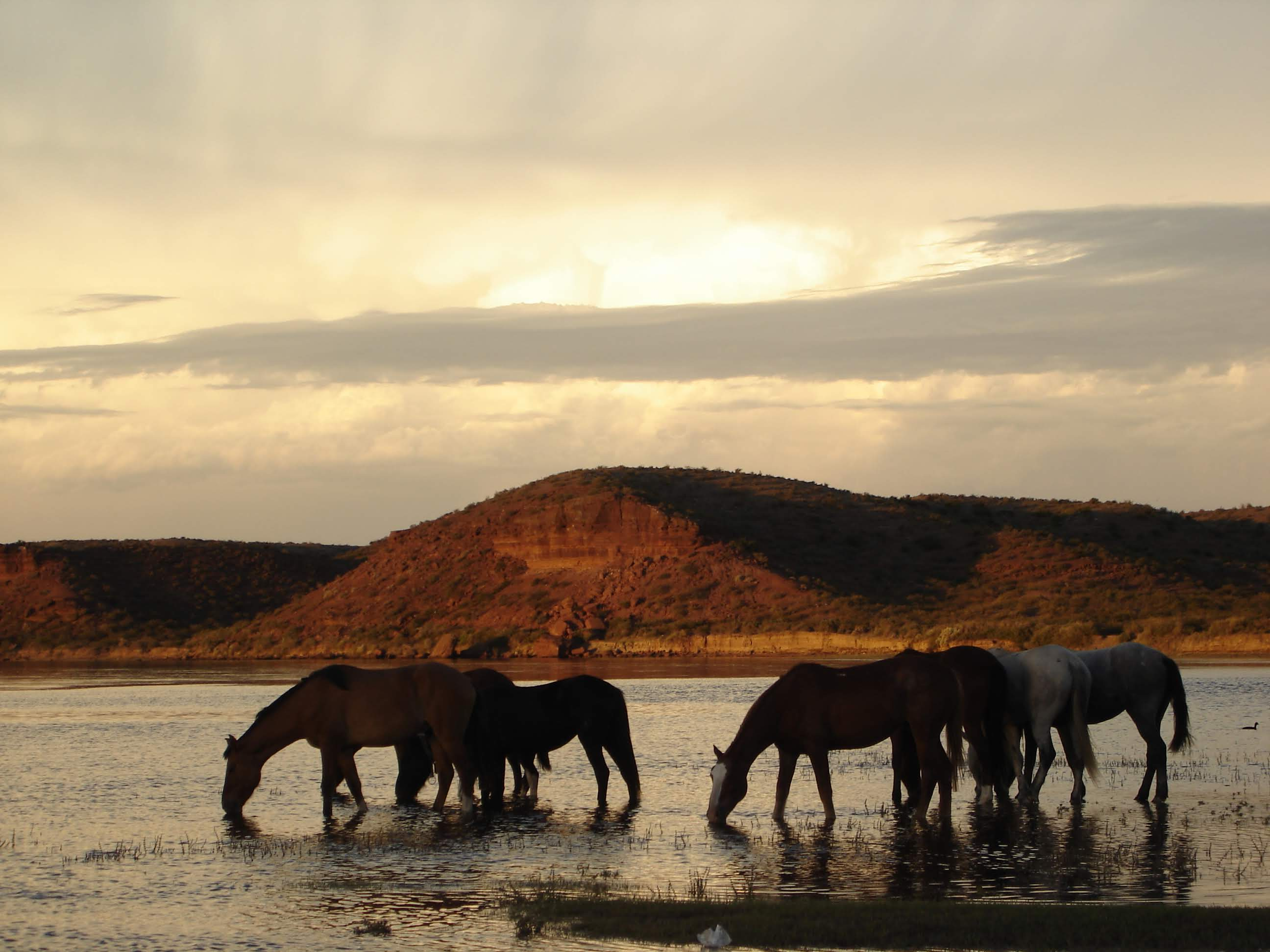
Río Limay: Sector lindante a la Represa de Villa El Chocón

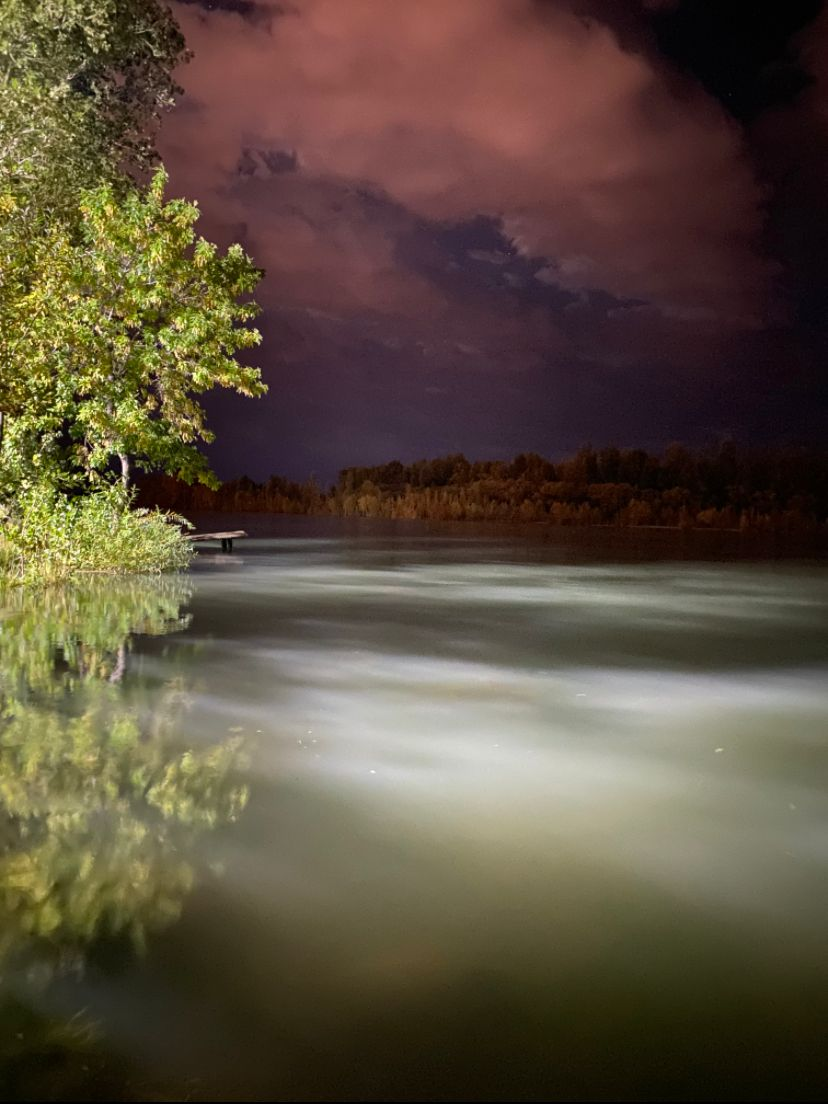
Vista de noche del Río Limay, desde La Herradura, Plottier.

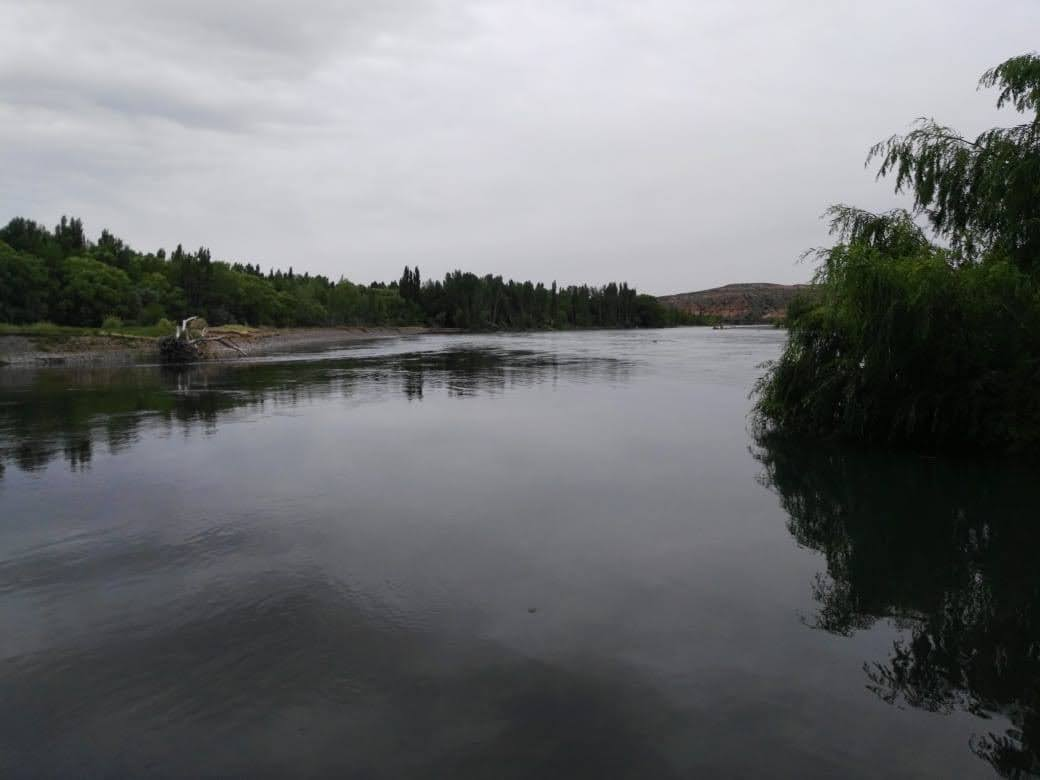
Confluencia de los ríos Limay y Neuquén.

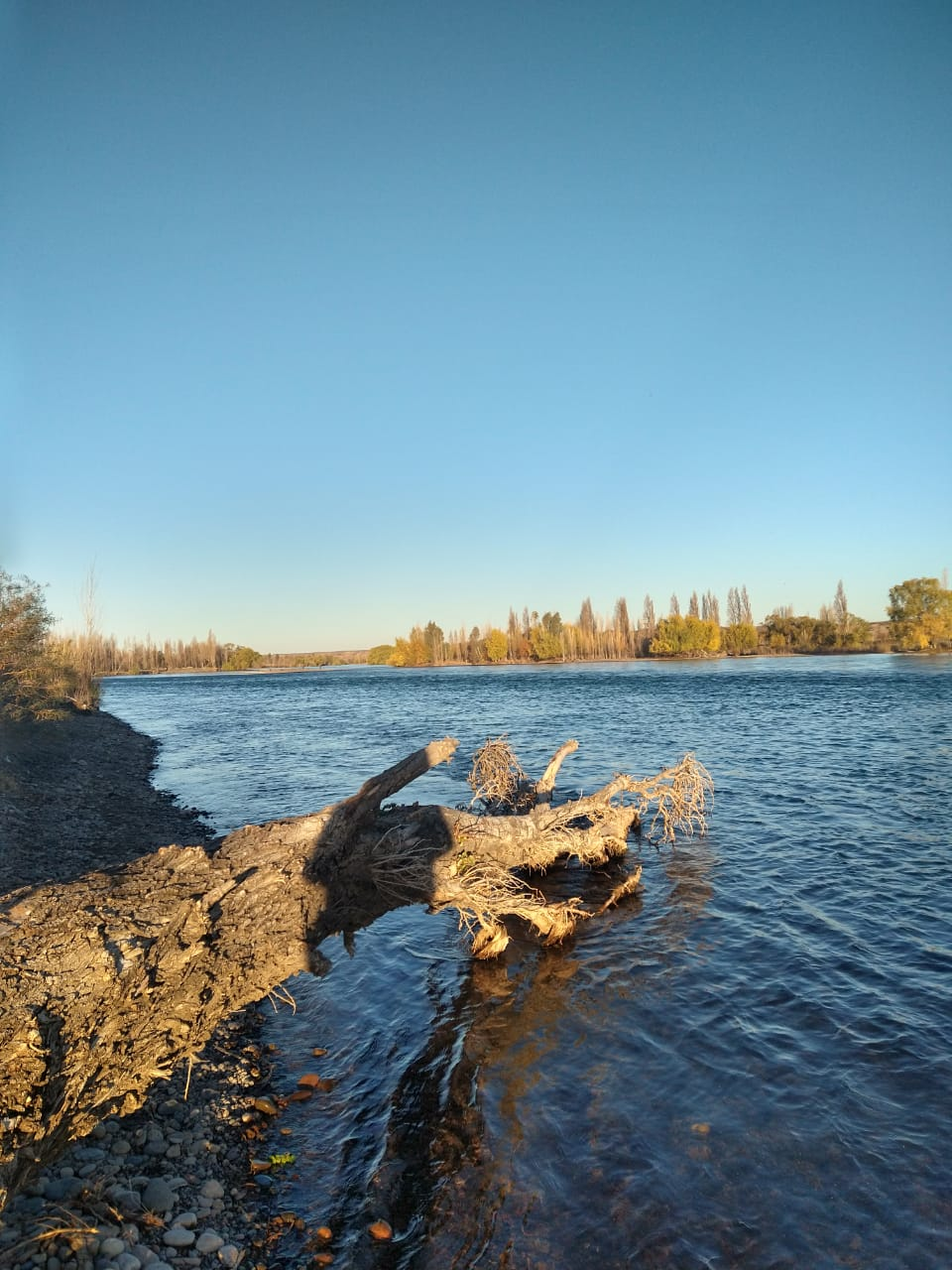
Panorama del Río Limay.

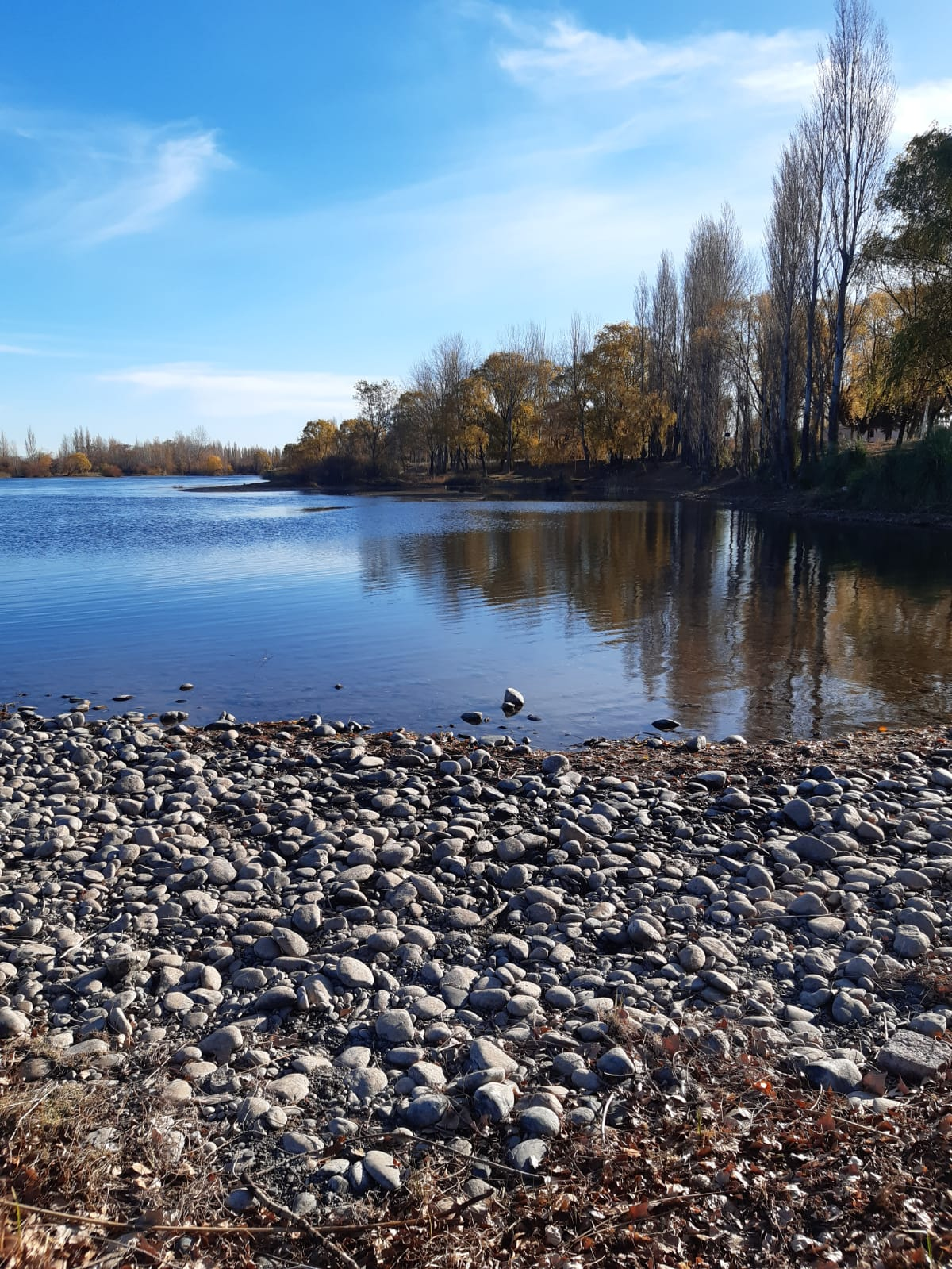
Río Limay a su paso por Senillosa, Neuquén

El río Limay es un importante curso de agua de la Patagonia argentina que tiene su origen en el lago Nahuel Huapi y fluye en dirección noreste —marcando la línea limítrofe entre las provincias de Neuquén y Río Negro— hasta confluir con el río Neuquén en la ciudad de Neuquén, dando lugar al nacimiento del río Negro. Drena una amplia cuenca de 63 700 km² y tiene una longitud de unos 500 km, aunque si se considera su fuente más lejana llega a los 617 km. Sus aguas pertenecen a la cuenca del océano Atlántico.

## Toponimia
El nombre Limay es de origen mapuche, con el significado de «transparente» o «límpido».

## Geografía
El río Limay nace en el extremo oriental del lago Nahuel Huapi y recorre en forma serpenteante unos 500 km en dirección noreste, sumando afluentes como los ríos Traful, Pichileufú, Collón Curá y Picún Leufú, hasta encontrarse con el río Neuquén, formando en su confluencia el río Negro.
La fuente más lejana del río es la siguiente: fuente del lago Espejo (21,7 km) → río Espejo (1,2 km) → lago Espejo Chico (3,2 km) →  río Ruca Malén (2,8 km) → lago Correntoso (17,2 km) → río Correntoso (0,3 km) →  lago Nahuel Huapi (74,6 km).

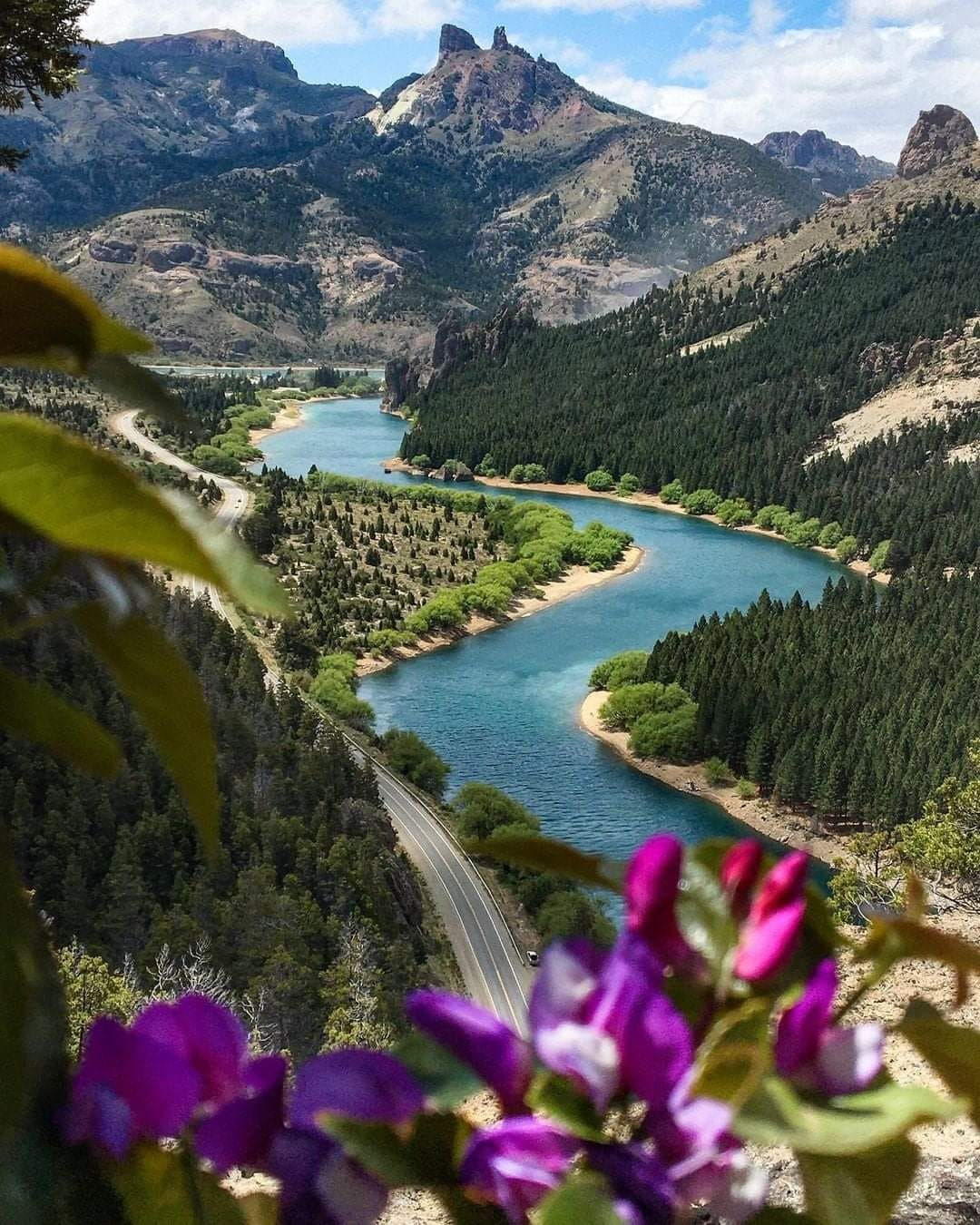
Río Limay, tramo del Valle Encantado, provincias de Río Negro y Neuquén

Sus aguas son claras, y posee un importante caudal. Su cuenca posee un área de unos 63 700 km² e incluye la mayoría de los ríos y arroyos de la cuenca del atlántico en la región, como también una extensa red de lagos interconectados (Nahuel Huapi, Correntoso, Moreno, Gutiérrez). El río posee una gran población de truchas, y es popular la práctica de la pesca y el descenso en kayaks y balsas.

### Caudales
El caudal del río va aumentando a medida en que recibe afluentes. Según series de finales de siglo XX, sus valores medios en distintos hitos de su curso son:
Alicurá: 276 m³/s
Piedra del Águila: 713 m³/s
El Chocón - Arroyito: 722 m³/s.
Según series de mediados de siglo XX el caudal medio con el que llegaba a la confluencia era de 757 m³/s.

## Aprovechamiento hidroeléctrico
Dado que el lago Nahuel Huapi se encuentra a una altitud de 764 m s. n. m., se han instalado sobre el cauce del Limay sucesivas represas hidroeléctricas con la finalidad de aprovechar la fuerza hidráulica disponible. Las mismas son los embalses de Alicurá, Piedra del Águila, Pichi Picún Leufú, El Chocón y Arroyito.
En sus proximidades, y alimentada con agua del Limay, se ha construido la única planta de agua pesada de Sudamérica, la Empresa Neuquina de Servicios de Ingeniería (ENSI).

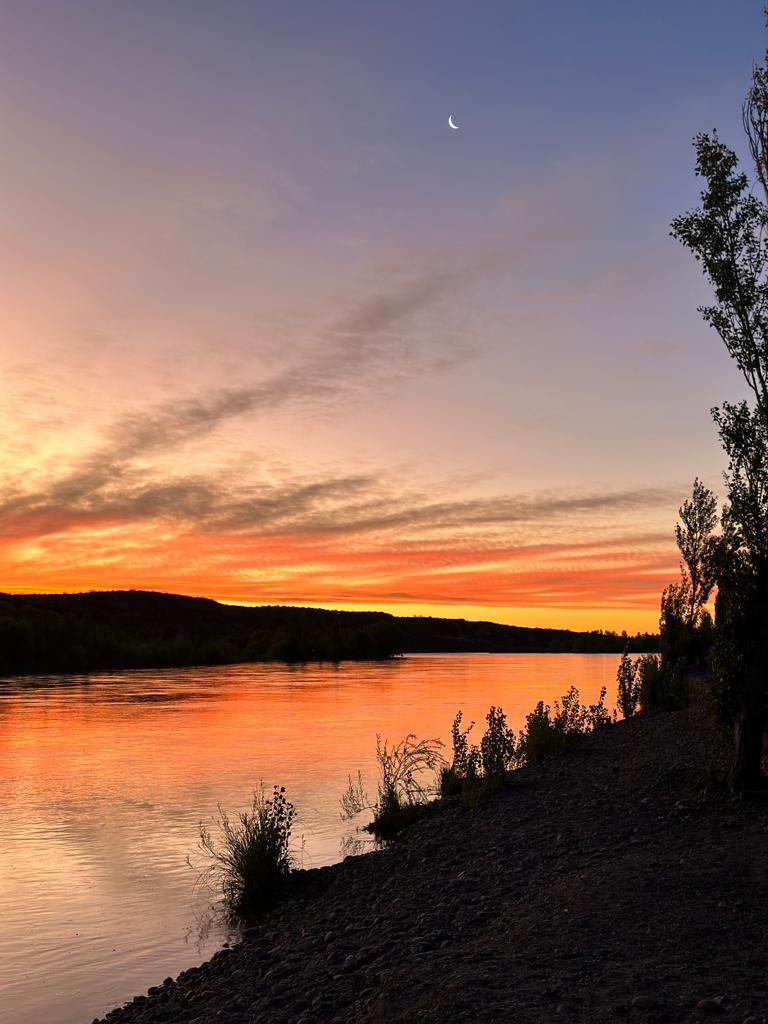
Isla Verde, Río Limay

## Imágenes

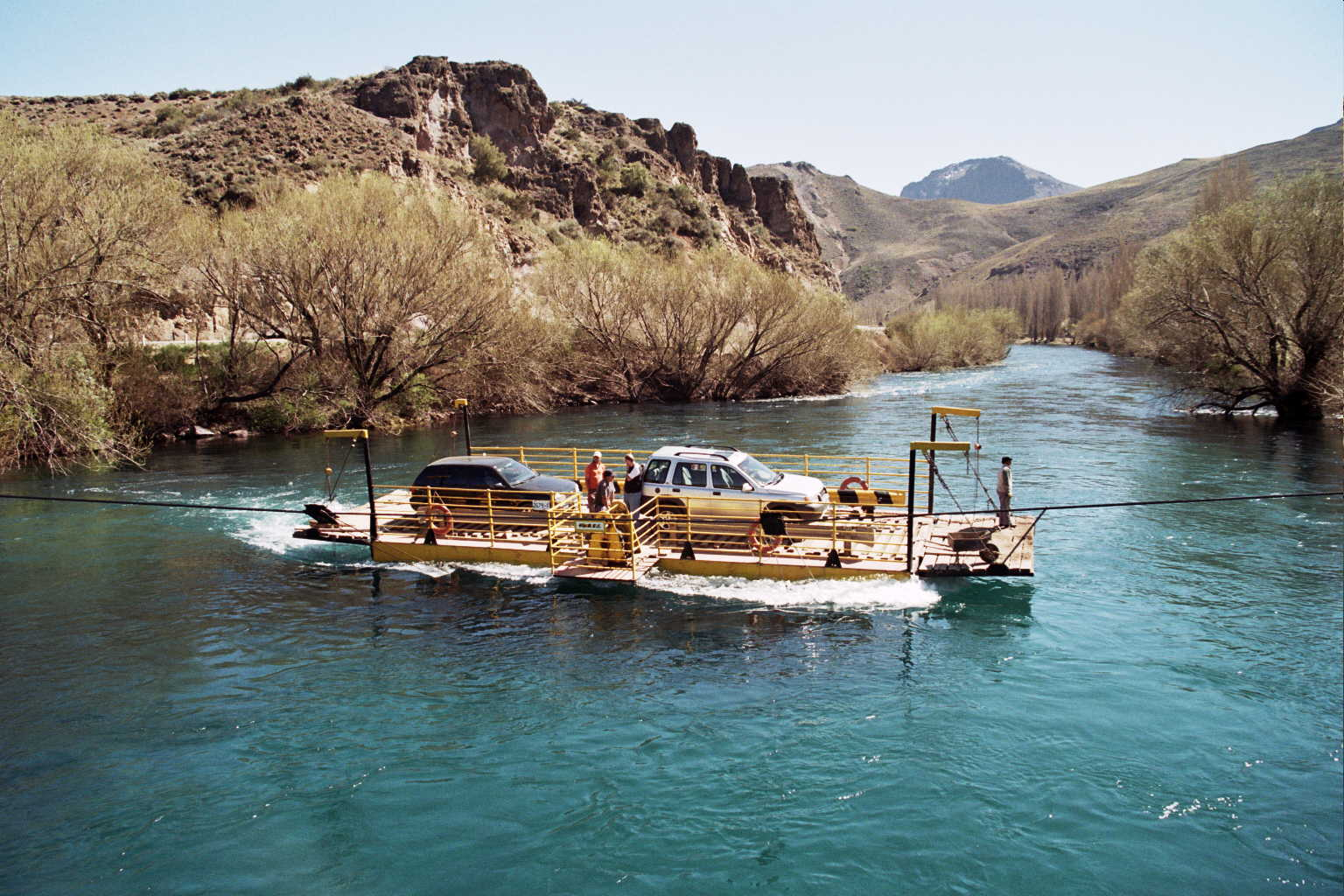
Balsa maroma cruzando el río en Villa Llanquín.
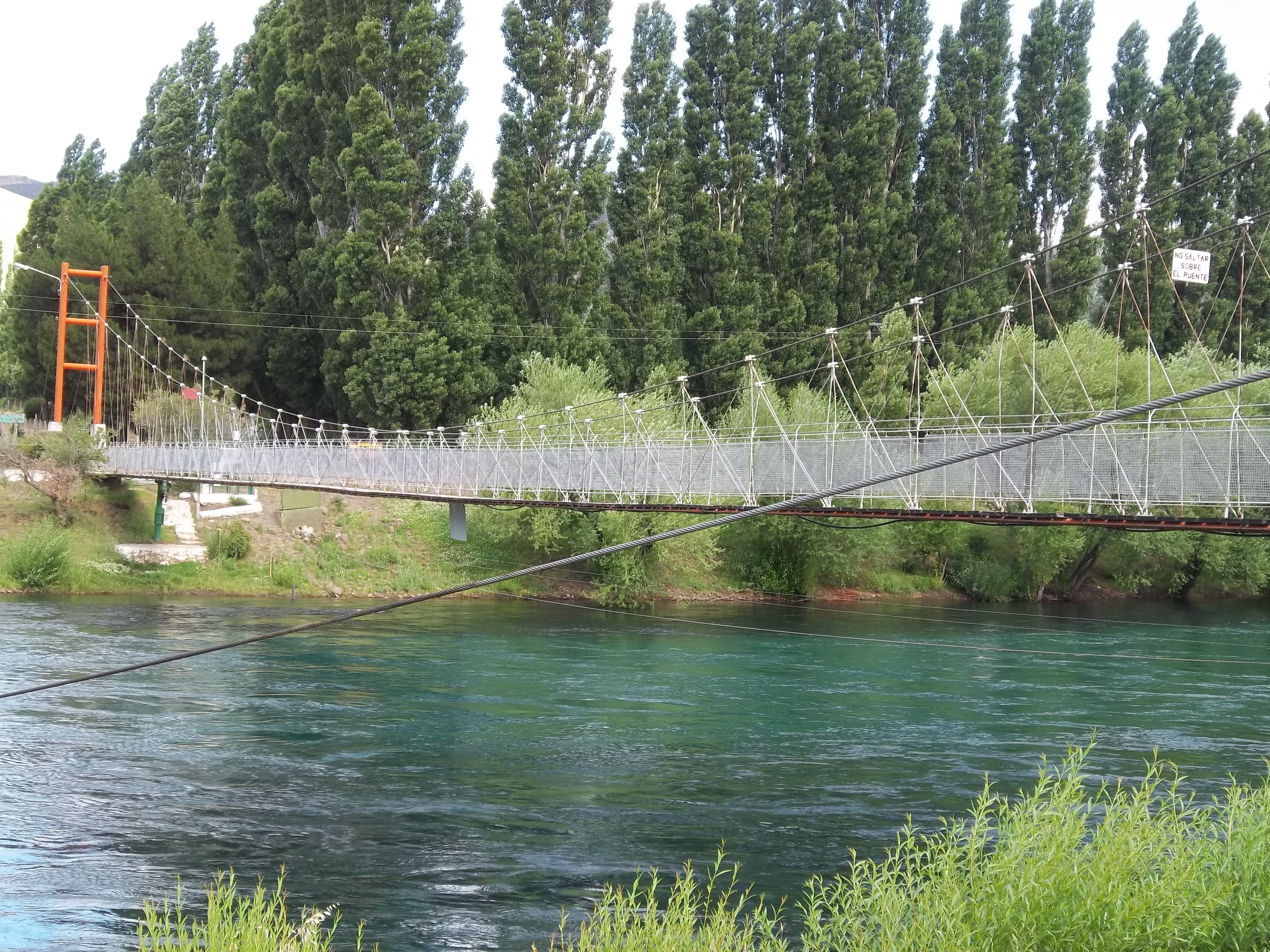
Puente peatonal cruzando el río en Villa Llanquín.
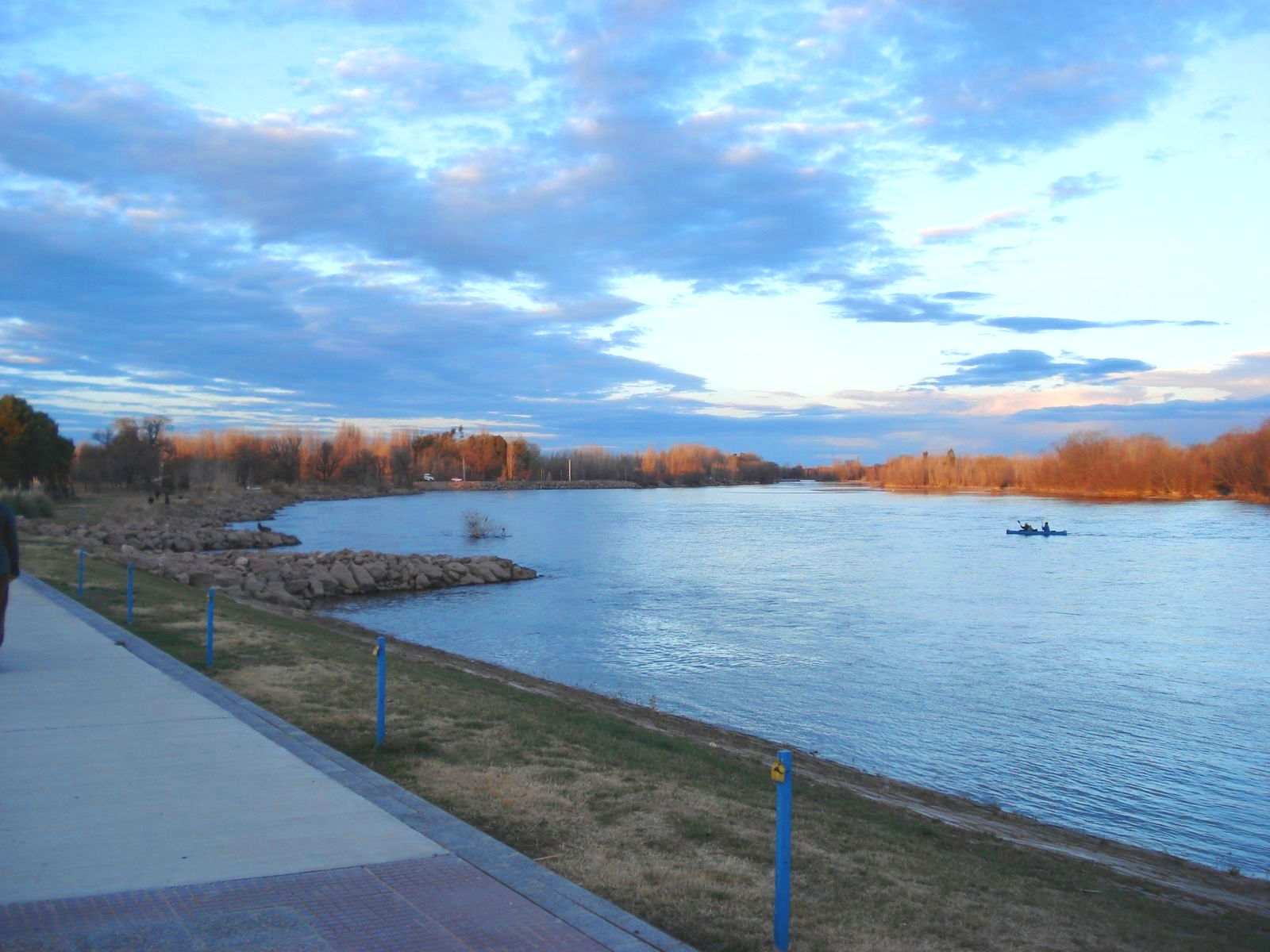
Paseo de la Costa en la ciudad de Neuquén.
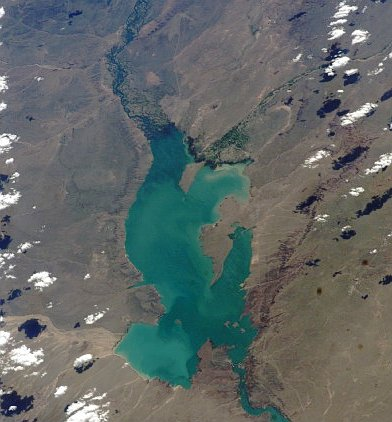
Vista satelital del embalse El Chocón en el río Limay

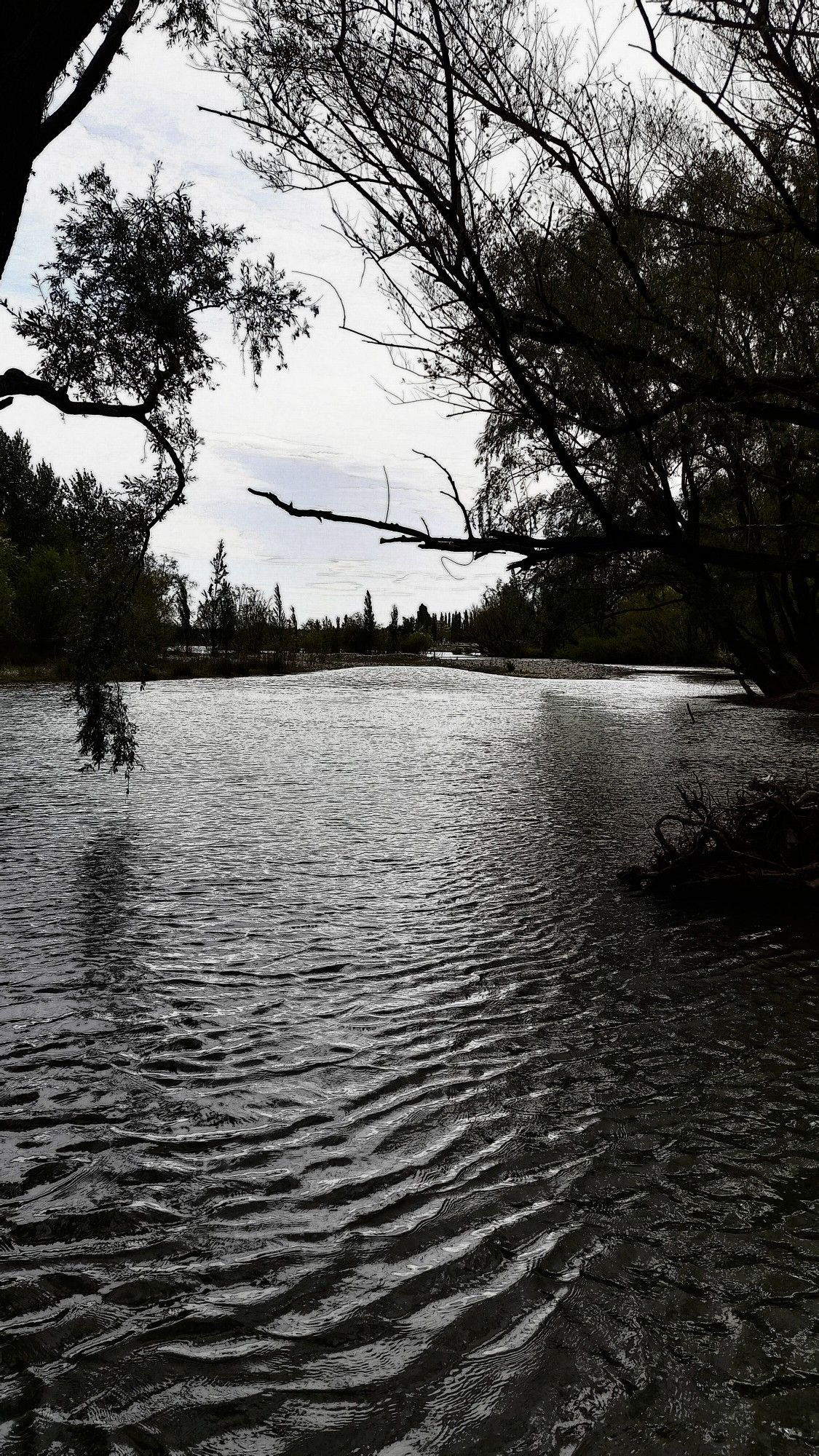
Fotografía de vacaciones en el Río Limay (Argentina - Neuquén)

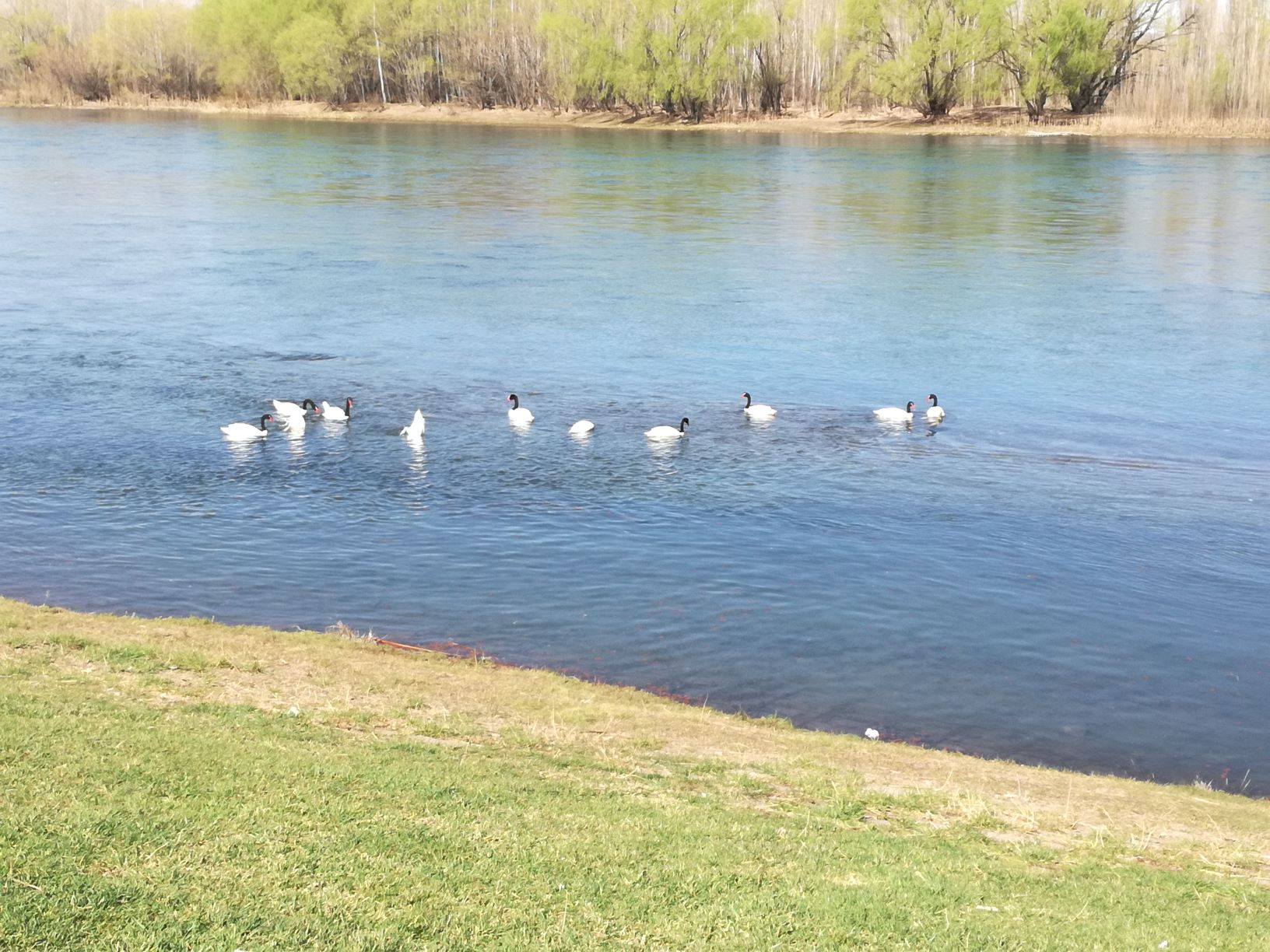
Cisnes disfrutando de la paz del Río Limay